# Gentiana vandellioides
Gentiana vandellioides är en gentianaväxtart som beskrevs av William Botting Hemsley. Gentiana vandellioides ingår i släktet gentianor, och familjen gentianaväxter. Utöver nominatformen finns också underarten G. v. biloba.